# Robin Lord Taylor
Robin Lord Taylor (Shueyville, 4 de junho de 1978) é um ator americano. Ele é mais conhecido por interpretar o vilão Oswald Cobblepot "Pinguim" na série de televisão Gotham.

## Início da vida
Robin nasceu em Shueyville, Iowa, filho de Robert Harmon Taylor (falecido em 13 de janeiro de 2016) e Mary Susan (nascida Stamy) Taylor. Tem quatro irmãs. Estudou na Solon High School e na Universidade Northwestern, ganhando seu grau de Bachelor of Science em teatro. É de ascendência inglesa, escocesa e alemã.

## Vida pessoal
Robin foi criado como presbiteriano. Ele tem vivido em Nova Iorque desde 2000, cidade onde Gotham é filmada.
Em uma entrevista de novembro de 2014 para a revista americana Glamour, Robin foi perguntado: "Notei que você está usando um anel de casamento em seu dedo anelar. Você é casado?", e respondeu: "Eu sou casado! Eu gosto de manter isso em segredo, mas eu sou casado faz mais de três anos, e nós estamos juntos a mais de 10 anos. Não tenho filhos. Ainda não há crianças!"

## Filmografia
| Cinema | Cinema                                   | Cinema                  | Cinema                                      |
| Ano    | Título                                   | Personagem              | Nota                                        |
| ------ | ---------------------------------------- | ----------------------- | ------------------------------------------- |
| 2019   | John Wick 3: Parabellum                  | Atendente               | Cameo                                       |
| 2019   | You                                      | Will Bettelheim         |                                             |
| 2017   | The Long Home                            | Lipscomb                |                                             |
| 2015   | Moving On                                | Nick                    | Curta-metragem                              |
| 2013   | Cold Comes the Night                     | Quincy                  |                                             |
| 2013   | Killing Lincoln                          | Sgt Silas Tower Cobb    | Telefilme                                   |
| 2012   | Would You Rather                         | Julian                  |                                             |
| 2011   | The Melancholy Fantastic                 | Dukken                  | Creditado como Robin Taylor                 |
| 2011   | Another Earth                            | Jeff Williams           |                                             |
| 2011   | Return                                   | Vonnie                  | Creditado como Robin Taylor                 |
| 2010   | Step Up 3D                               | Punk Kid                |                                             |
| 2009   | Last Day of Summer                       | Jason                   | Creditado como Robin Taylor                 |
| 2008   | August                                   | Funcionário             |                                             |
| 2008   | Assassination of a High School President | Alex Schneider          | Creditado como Robin Taylor                 |
| 2006   | Accepted                                 | Abernathy Darwin Dunlap |                                             |
| 2006   | The House Is Burning                     | Phil                    | Creditado como Robin Taylor                 |
| 2006   | Pitch                                    | Pete                    | Curta-metragem; Creditado como Robin Taylor |
| 2005   | Jesus Children of America                | Mike                    | Curta-metragem; Creditado como Robin Taylor |

| Televisão | Televisão                         | Televisão                       | Televisão                                                                     |
| Ano       | Título                            | Personagem                      | Nota                                                                          |
| --------- | --------------------------------- | ------------------------------- | ----------------------------------------------------------------------------- |
| 2014–2019 | Gotham                            | Oswald Cobblepot "Pinguim"      | Elenco principal                                                              |
| 2014      | Taxi Brooklyn                     | Sami                            | Episódio 4                                                                    |
| 2013–2014 | The Walking Dead                  | Sam                             | Temporada 4, Episódio 4 Temporada 5, Episódio 1                               |
| 2013      | Law & Order: Special Victims Unit | Dylan Fuller                    | Temporada 14, Episódio 21                                                     |
| 2012      | The Good Wife                     | Brock Dalyndro                  | Temporada 4, Episódio 10                                                      |
| 2012      | Person of Interest                | Ajax                            | Temporada 1, Episódio 15                                                      |
| 2008      | Life on Mars                      | Jimmy                           | Episódio 3                                                                    |
| 2005–2010 | Law & Order                       | Cedric Stuber Dale Jared Weston | Temporada 20, Episódio 16 Temporada 18, Episódio 17 Temporada 15, Episódio 19 |